# Distrikt Sondorillo
Der Distrikt Sondorillo liegt in der Provinz Huancabamba der Region Piura in Nordwest-Peru. Der Distrikt wurde am 27. März 1935 gegründet. Er hat eine Fläche von 226,09 km². Beim Zensus 2017 lebten 10.162 Einwohner im Distrikt. Im Jahr 1993 betrug die Einwohnerzahl 9816, im Jahr 2007 10.518. Verwaltungssitz ist die 1888 m hoch gelegene Ortschaft Sondorillo mit 629 Einwohnern (Stand 2017). Sondorillo liegt 11 km südlich der Provinzhauptstadt Huancabamba.

## Geographische Lage
Der Distrikt Sondorillo liegt in der peruanischen Westkordillere im Zentrum der Provinz Huancabamba. Die nordwestliche Distriktgrenze verläuft entlang der kontinentalen Wasserscheide. Der Río Huancabamba fließt entlang der östlichen Distriktgrenze nach Süden. Dessen Nebenfluss Quebrada Sangrin bildet die nördliche Distriktgrenze.
Der Distrikt Sondorillo grenzt im Südwesten an den Distrikt Huarmaca, im  Westen an die Distrikte San Miguel de El Faique und Canchaque, im Norden an den Distrikt Huancabamba sowie im Osten an den Distrikt Sóndor.